# Weeb Ewbank
Wilbur Charles " Weeb " Ewbank (6 de maio de 1907 - 17 de novembro de 1998) foi um técnico de futebol americano profissional . Ele levou o Baltimore Colts aos campeonatos da NFL em 1958 e 1959 e o New York Jets à vitória no Super Bowl III em 1969. Ele é o único treinador a ganhar um campeonato na National Football League (NFL) e na American Football League (AFL) .
Ewbank cresceu em Indiana e estudou na Miami University em Ohio, onde foi um astro do multi-esporte que liderou seus times de beisebol, basquete e futebol em campeonatos estaduais . Ele imediatamente começou a carreira de técnico após se formar, trabalhando em escolas de segundo grau em Ohio entre 1928 e 1943, quando ingressou na Marinha dos Estados Unidos durante a Segunda Guerra Mundial . Enquanto estava no serviço militar, Ewbank foi assistente de Paul Brown em um time de futebol de serviço na Naval Station Great Lakes fora de Chicago. Ewbank foi dispensado em 1945 e treinou esportes universitários por três anos antes de se reunir com Brown como assistente do Cleveland Browns, um time profissional na All-America Football Conference (AAFC). Os Browns venceram todos os quatro campeonatos AAFC . Eles se juntaram à NFL com a fusão das ligas em 1950, vencendo o campeonato naquele ano .
Ewbank deixou o Browns em 1954 para se tornar o técnico do Colts, um jovem time da NFL que havia lutado em sua primeira temporada. Em 1956, Ewbank trouxe o quarterback Johnny Unitas, que rapidamente se tornou uma estrela e ajudou a liderar um poderoso ataque que incluiu o wide receiver Raymond Berry e o zagueiro Alan Ameche para um campeonato da NFL em 1958 . Os Colts se repetiram como campeões em 1959, mas o desempenho da equipe caiu e Ewbank foi demitido em 1963. Ele logo foi pego pelos Jets, outra equipe em dificuldades na AFL. Embora seus primeiros anos não tenham sido bem-sucedidos, Ewbank ajudou a transformar os Jets em um competidor após contratar o quarterback Joe Namath em 1965. Os Jets venceram o campeonato AFL em 1968 e ganharam o Super Bowl III .
Ewbank, que era conhecido como um treinador moderado que preferia estratégias simples, mas bem executadas, aposentou-se após a temporada de 1973 e se estabeleceu em Oxford, Ohio . Ele foi introduzido no Hall da Fama do Futebol Profissional em 1978 . Ele morreu em Oxford em 17 de novembro de 1998, o 30º aniversário do " Jogo Heidi ".
Ewbank nasceu em Richmond, Indiana, filho de um dono de mercearia que possuía duas lojas na pequena cidade. Ele freqüentou a Morton High School local, onde jogou como zagueiro no time de futebol, foi defensor externo no beisebol e foi membro do time de basquete.  Ele foi o capitão dos times de futebol e basquete quando estava no último ano . Quando adolescente, Ewbank e seu pai dirigiram para Dayton, Ohio, para assistir ao jogo de Jim Thorpe e os Canton Bulldogs . Um de seus irmãos mais novos não conseguia pronunciar seu nome corretamente e o chamou de "Weeb", o apelido pelo qual ele ficou conhecido pelo resto de sua vida.
Depois de se formar no ensino médio em 1924, Ewbank frequentou a Miami University em Oxford, Ohio . Ele jogou no time de futebol da escola como zagueiro sob o comando do técnico Chester Pittser .   Ele também era o defensor central do time de beisebol e um atacante do time de basquete. Enquanto Ewbank era pequeno em estatura - ele tinha apenas 5 ft 7 in (1.70 m) e pesava 146 lb (66 kg) - foi um dos melhores atletas de Miami.  Ele dividiu as funções de zagueiro com Eddie Wohlwender em um time que terminou com um recorde de vitórias e derrotas por 8-1 e venceu o campeonato da Ohio Athletic Conference em 1927, seu último ano. O time de beisebol de Miami também venceu a Conferência de Ohio quando ele estava no segundo ano e levou o título da Buckeye Athletic Association quando estava no último ano.  O time de basquete ganhou um título estadual quando ele era júnior .  Ewbank foi membro da fraternidade Phi Delta Theta enquanto estava em Miami.

## Carreira de coaching

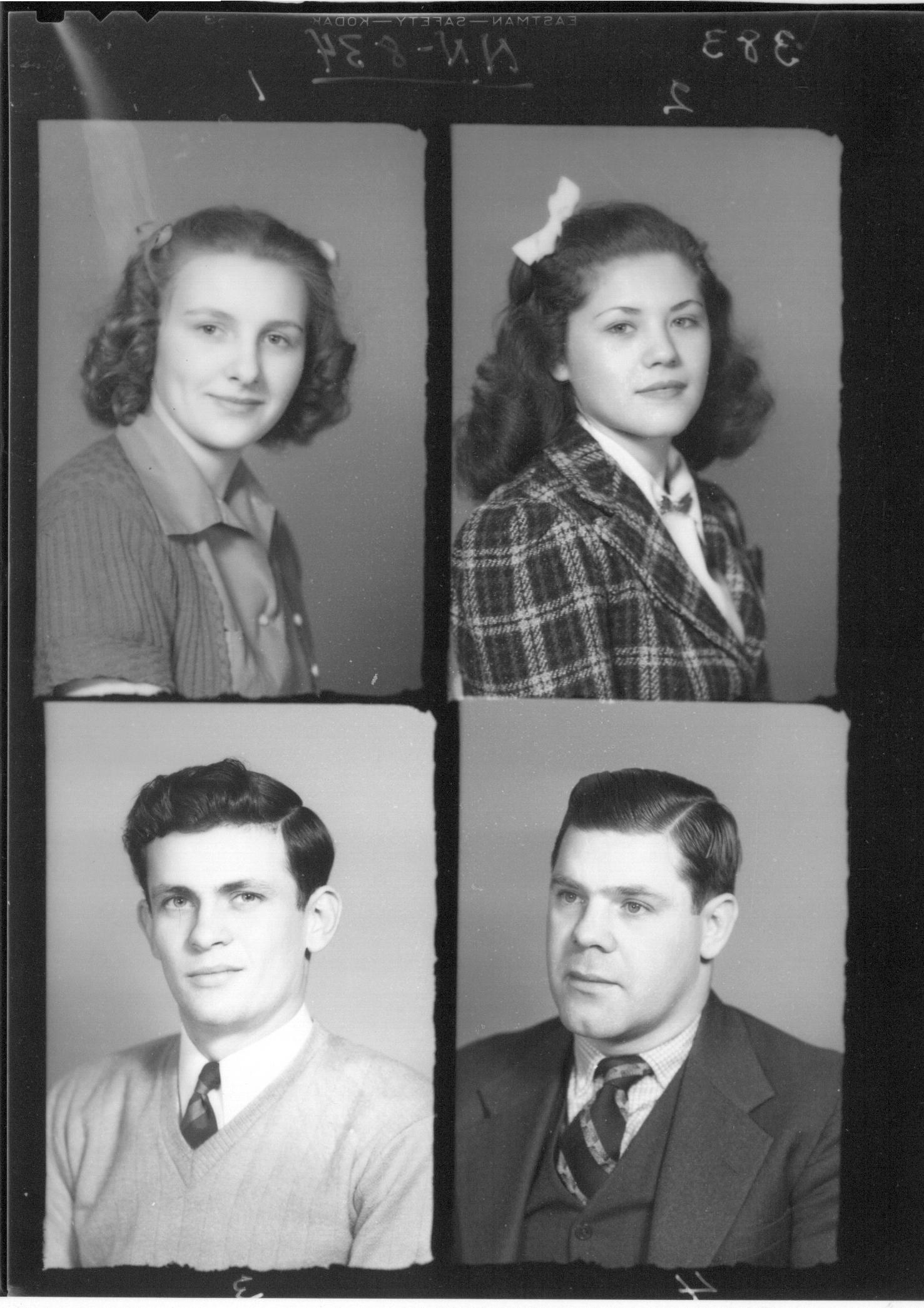
Weeb no fundo direita

Pouco depois de se formar em Miami em 1928, Ewbank aceitou seu primeiro trabalho de treinador na Van Wert High School em Van Wert, Ohio, supervisionando times de futebol, basquete e beisebol. Ele permaneceu lá até 1930, quando voltou para Oxford e assumiu o cargo de treinador de futebol e basquete na McGuffey High School, uma instituição privada administrada pela Universidade de Miami.  Ele também ensinou educação física em Miami.  Ewbank fez uma pausa no treinamento em 1932 para fazer um mestrado na Universidade de Columbia em Nova York e ocupou o cargo de técnico de basquete de Miami em 1939, depois que o treinador anterior saiu para outro emprego, mas manteve seus cargos de treinador na McGuffey até 1943.   Sob sua tutela, o time de futebol Green Devils da escola teve um recorde de vitórias e derrotas de 71-21 em treze temporadas.  Isso incluiu uma sequência de três temporadas invictas entre 1936 e 1939 e uma temporada - 1936 - em que a equipe não permitiu nenhum gol dos adversários.
Ewbank ingressou na Marinha dos Estados Unidos em 1943, quando o envolvimento americano na Segunda Guerra Mundial se intensificou. Ele foi designado para treinar na Naval Station Great Lakes perto de Chicago, onde Paul Brown, um ex-colega de classe que o sucedeu como zagueiro titular do Miami, estava treinando o time de futebol de base.   Brown havia se tornado um treinador de sucesso no ensino médio em Ohio antes de ser nomeado técnico de futebol da Ohio State University em 1941. equipe.
Após sua dispensa da Marinha no final da guerra em 1945, Ewbank se tornou o técnico de backfield sob Charles "Rip" Engle na Brown University . Ele também foi o técnico principal do time de basquete na temporada de 1946 a 1947, sua única na Brown.
A próxima parada de Ewbank foi como técnico de futebol na Universidade de Washington em St. Louis nas temporadas de 1947 e 1948. Ewbank guiou o Washington University Bears a um recorde de 14–4 em duas temporadas (5-3 em 1947, 9–1 em 1948).
Apesar do sucesso em St. Louis, Ewbank deixou o emprego quando teve a chance de servir como assistente de Paul Brown, que em 1949 estava treinando o Cleveland Browns, um time profissional da All-America Football Conference (AAFC).  Ewbank foi contratado para supervisionar os atacantes dos Browns depois que o técnico de defesa John Brickels saiu para assumir um emprego na Universidade de Miami e o técnico de tackles Bill Edwards deixou para se tornar o treinador principal da Universidade Vanderbilt . Ewbank esperava treinar zagueiros, tendo jogado na faculdade, mas Brown insistiu que supervisionasse os tackles.  "Ele sabia que eu teria que trabalhar muito neste trabalho e trazer uma nova abordagem", disse Ewbank muitos anos depois.
Liderados pelo quarterback Otto Graham, pelo zagueiro Marion Motley e pelas pontas Dante Lavelli e Mac Speedie, os Browns venceram o campeonato AAFC em 1949, seu quarto título consecutivo.  A AAFC fechou após a temporada e os Browns foram absorvidos pela mais estabelecida National Football League (NFL).  A equipe terminou a temporada de 1950 com um recorde de 10–2 e ganhou o campeonato da NFL ao vencer o Los Angeles Rams . O Browns alcançou o campeonato da NFL a cada ano entre 1951 e 1953, mas perdeu uma vez para o Rams e duas vezes para o Detroit Lions.

### Baltimore Colts
Ewbank conseguiu seu primeiro emprego de treinador-chefe profissional no início de 1954 para o Baltimore Colts da NFL, uma franquia que havia começado a jogar no ano anterior. Embora fosse um avanço para Ewbank, Brown o encorajou a não aceitar o emprego e disse que ele não teria sucesso. Depois que Ewbank assumiu o cargo, Brown o acusou de passar informações sobre os alvos do recrutamento dos Browns para os Colts.  Brown insistiu que ele ficasse com os Browns até o draft de 1954, e o comissário da NFL, Bert Bell, concordou.  Durante o draft, Ewbank supostamente enviou os nomes dos jogadores de que Brown gostava para os Colts através do jornalista esportivo de Baltimore John Steadman, incluindo Raymond Berry, que teve uma carreira longa e bem-sucedida.
Os Colts lutaram nos primeiros anos de Ewbank como treinador principal, registrando registros de 3-9 em 1954 e 5-6-1 em 1955. Em 1956, no entanto, a equipe contratou o quarterback Johnny Unitas depois que ele foi cortado pelo Pittsburgh Steelers . Ewbank trouxe Otto Graham para tutor Unitas, que complementa uma equipe de melhoria, que incluiu Berry, zagueiro Alan Ameche, Halfback Lenny Moore e defensive back Don Shula .
Os Colts começaram a temporada de 1956 com um recorde de 3-3, e os pedidos de demissão de Ewbank se intensificaram - assim como no ano anterior. O dono da equipe, Carroll Rosenbloom, apoiou-o, no entanto, dizendo que embora ele tivesse considerado uma mudança de treinador no passado, Ewbank poderia ficar com os Colts "para sempre - ou até que ele cometa uma falta".  Quando ele veio para Baltimore, Ewbank prometeu criar um sistema como o de Paul Brown em Cleveland, mas disse que precisaria de tempo para transformar o time em um vencedor.  Os Colts terminaram 1956 com um recorde de 5-7.
A equipe fez uma reviravolta no ano seguinte, postando um recorde de 7–5, mas ainda terminou em terceiro lugar na Divisão Oeste da NFL, atrás do San Francisco 49ers e do Detroit Lions. A equipe melhorou ainda mais em 1958, vencendo a Divisão Oeste com um recorde de 9–3 e ganhando uma vaga no jogo do campeonato da NFL contra o New York Giants . Liderada por Unitas, Berry e Ameche, a equipe venceu o jogo por 23-17 na prorrogação de morte súbita.  Freqüentemente referido como "O maior jogo já jogado", o campeonato foi assistido por uma grande audiência nacional na televisão e ajudou a tornar o futebol o esporte mais popular nos Estados Unidos.  Ewbank foi nomeado o treinador do ano pelo Associated Press e United Press International após a temporada.
Ao longo de sua carreira, Ewbank foi visto como um treinador humilde, que tinha um bom senso de humor e tentava ficar fora dos holofotes.  Ele também poderia ser duro com seus jogadores, no entanto. Antes do jogo do campeonato de 1958, ele fez um discurso dizendo aos seus craques que eles precisavam melhorar e que mal haviam entrado no time.  Unitas, disse ele, foi obtido "com um telefonema de setenta e cinco centavos" e Ameche não foi apreciado ou desejado. Ewbank não era universalmente apreciado por seus jogadores. O running back da segunda série, Jack Call, disse mais tarde que a equipe venceu "apesar de, não por causa de" Ewbank.  Outros jogadores o viram como excessivamente tranquilo, dizendo que embora ele fosse capaz de formar equipes, ele ficou muito relaxado quando chegou ao topo.  membro do Hall da Fama, Raymond Berry, declarou em seu livro All the Moves I Had "O que significa é que Ewbank sabia exatamente o que queria que sua equipe fizesse e como fazê-los fazer bem. . . Estar sob o sistema de Weeb foi a razão número um pela qual Unitas e eu tivemos as carreiras que tivemos. "
Um sindicato de cinco homens liderado por Sonny Werblin comprou a franquia New York Titans da American Football League (AFL), um competidor da NFL, como parte do processo de falência em 1963. Pouco tempo depois, o time mudou seu nome para New York Jets e contratou Ewbank como técnico e gerente geral .  Ewbank assumiu uma equipe que não tinha um recorde de vitórias em seus primeiros três anos de existência e contratou uma equipe técnica que incluía Chuck Knox, Walt Michaels e Clive Rush, todos os quais mais tarde se tornaram treinadores principais.  Quando foi contratado, Ewbank disse que tinha um plano de cinco anos para ter sucesso em Baltimore, e "Não vejo por que não podemos construir um vencedor aqui em cinco anos." 
Embora os Jets tenham vencido seus três primeiros jogos com Ewbank como técnico, seus primeiros anos não tiveram sucesso.  A equipe, entretanto, teve que lidar com vários problemas logísticos decorrentes de seu status de segundo nível entre as equipes esportivas de Nova York.  Os Jets trocaram os estádios do Polo Grounds em Manhattan após a temporada de 1963 para o recém-construído Shea Stadium, mas dividiram o Shea com o New York Mets de beisebol.  Preocupado com os possíveis danos ao gramado do estádio, o Mets não permitiu que os Jets treinassem em Shea, forçando a equipe a realizar os treinos no complexo carcerário de Rikers Island .  O Jets postou um recorde de vitória-derrota-empate 5-8-1 a cada ano entre 1963 e 1965.
Apesar do sucesso limitado em campo nos primeiros anos de Ewbank, os Jets começaram a colocar as peças de uma equipe vencedora no lugar.  Em 1964, eles superaram o lance de Matt Snell, um dos melhores running back da Ohio State University, dos rivais do New York Giants .  linebacker Larry Grantham se tornou um consistente All-Pro de seleção e segurança Dainard Paulson teve 12 interceptações em 1964, o que permanece um recorde da equipe.  Um golpe ainda maior veio em 1965, quando os Jets contrataram Joe Namath, um quarterback estrela do Alabama sob o comando do técnico Bear Bryant .  O St. Louis Cardinals selecionou Namath como a 12ª escolha no draft da NFL, mas Namath disse mais tarde que escolheu os Jets em parte porque se deu bem com Ewbank e ficou impressionado com a forma como desenvolveu o Unitas enquanto estava com os Colts.
Namath rapidamente se tornou uma estrela para os Jets. A equipe melhorou para 6–6–2 em 1966 e 8–5–1 em 1967, quando Namath se tornou o primeiro zagueiro a lançar para mais de 4.000 jardas em uma única temporada.  Em 1968, a equipe de Ewbank estava se tornando uma das melhores equipes da AFL. Todos os seus principais titulares voltaram do ano anterior, e os Jets trouxeram o armador All-Pro Bob Talamini dos Houston Oilers .  A equipe começou a temporada com um recorde de 3-2, mas venceu oito de seus últimos nove jogos para terminar a temporada regular 11-3 e vencer a Divisão Leste da AFL por quatro jogos.  Uma das derrotas dos Jets em 1968 foi uma competição em novembro contra os Oakland Raiders que mais tarde veio a ser conhecido como o Jogo Heidi . Depois que Jim Turner chutou um field goal para os Jets que lhes deu uma vantagem de 32-29 com pouco mais de um minuto para o fim do jogo, a NBC cortou o jogo para uma transmissão programada do filme infantil Heidi .  Os Raiders ganharam o jogo marcando dois touchdowns nos 42 segundos finais. A esposa de Ewbank, Lucy, ligou para o vestiário para parabenizá-lo pela vitória, apenas para saber que o time havia perdido. 
O primeiro lugar do Jets em sua divisão em 1968 marcou uma revanche com os Raiders - os vencedores da AFL West - pelo campeonato.  Namath lançou três touchdowns quando os Jets venceram por 27-23, colocando-os no terceiro Campeonato Mundial, uma disputa entre o vencedor da AFL e da NFL agora conhecido como Super Bowl III .  Os Jets eram perdedores de 17 pontos para os Colts, que continuaram a ter sucesso após a saída de Ewbank com Unitas como quarterback e Shula como treinador principal.  No entanto, Namath garantiu publicamente uma vitória dos Jets antes do jogo, o que irritou Ewbank.  Ewbank gostou que os Colts fossem favorecidos, pensando que isso os tornaria complacentes, e não queria agitá-los ao se gabar das chances dos Jets.
Ewbank e os Jets jogaram um jogo pouco convencional contra os Colts, optando por uma estratégia conservadora incomum em parte porque Don Maynard estava se recuperando de uma lesão no tendão da coxa .  Também no filme, os Jets notaram que os Colts, embora talentosos na defesa, eram muito previsíveis. Eles não mudaram de defesa depois que ela foi chamada da linha lateral. Então Namath chamou a maioria das jogadas na linha de scrimmage depois de ver a defesa dos Colts, em vez de chamar as jogadas ofensivas no amontoado. A tática funcionou contra os Colts, e os Jets construíram uma vantagem de 16-0 indo para o quarto período do jogo, contando com a corrida de Snell e a capacidade de Namath de completar passes curtos contra uma blitz constante dos Colts.  Snell tinha 121 jardas em 30 carregamentos. A defesa dos Jets, por sua vez, conteve um ataque dos Colts que marcou 460 pontos durante o recorde regular e pós-temporada de 15-1 do time até aquele ponto.  New York interceptou quatro passes de Baltimore, três lançados por Earl Morrall, que estava substituindo um Unitas ferido e um por Unitas que entrou no jogo no segundo tempo.  Os Jets venceram o jogo por 16–7, auxiliados pela familiaridade de Ewbank com muitos dos jogadores e estratégias dos Colts.
O Jets teve um recorde de 10–4 em 1969, mas perdeu um playoff divisional para o Kansas City Chiefs . Ewbank foi nomeado o técnico da AFL do ano após a temporada, mas a equipe não postou um recorde de vitórias em nenhum dos quatro anos seguintes. Em dezembro de 1972, Ewbank anunciou que se aposentaria como treinador principal após a temporada de 1973, dizendo que queria passar mais tempo com sua esposa. Ele continuou como gerente geral, entretanto, e foi nomeado vice-presidente da equipe.  Charley Winner, ex-técnico do St. Louis Cardinals e marido da filha de Ewbank, Nancy, foi nomeado seu substituto no início de 1973. A temporada de jatos de 1973 é o assunto do livro The Last Season of Weeb Ewbank de Paul Zimmerman . Depois que o time perdeu sete de seus primeiros oito jogos em 1974, Ewbank renunciou ao cargo de vice-presidente e gerente geral. Ele concordou em treinar zagueiros na Universidade de Columbia em 1975.

## Vida posterior e honras
Ewbank voltou para Oxford após a aposentadoria e escreveu um livro em 1977 chamado Football Greats . Ele foi introduzido no Hall da Fama do Futebol Profissional em 1978, mas disse mais tarde naquele ano que estava feliz por ter deixado de ser treinador. Com a expansão da NFL, disse ele, o talento se diluiu e era difícil formar uma boa equipe.  Os treinadores, por sua vez, costumavam assumir a culpa pelas falhas de uma equipe, e o esporte se tornara violento demais.
O estilo de treinamento de Ewbank era descontraído, mas eficiente, combinando sua personalidade moderada com uma ordem herdada de Paul Brown. "Weeb combinou um estilo discreto com um dom para as realizações mais dramáticas", disse o ex-comissário da NFL Paul Tagliabue em 1998. "Ele liderou dois times lendários durante a era de maior crescimento do futebol profissional. Mas ele preferiu ficar em segundo plano e deixar os jogadores levarem o crédito. "  Ele favoreceu a execução bem treinada de um número limitado de jogadas em vez de complicados sistemas ofensivos e defensivos.  Paul Brown "teve exatamente a mesma abordagem: não faça muito, mas o que você faz, execute-o na perfeição", disse Raymond Berry em 2013, acrescentando que o time campeão dos Colts em 1958 teve apenas seis jogadas de passes.
Ewbank é o único homem a treinar dois times profissionais de futebol para campeonatos, e o único homem a ganhar o campeonato da NFL, o campeonato AFL e um Super Bowl. Seu recorde de carreira na temporada regular na NFL e AFL foi 130-129-7, e seu recorde nos playoffs foi 4-1. Ewbank foi selecionado como o técnico principal do Time de Todos os Tempos da AFL em 1970. Além do Hall da Fama do Futebol Profissional, ele foi indicado para o Hall da Fama do Atlético da Universidade de Miami em 1969, o Indiana Football Hall of Fame em 1974 e Talawanda School District Athletic Hall of Fame em 1999. Ele também ganhou o Walter Camp Distinguished American Award em 1987 e foi indicado para o Jets 'Ring of Honor em 2010.
wbank sofreu uma luxação do quadril após a vitória do Jets no campeonato AFL em 1968 e teve outros problemas de saúde nos últimos anos. Ele quebrou a perna e teve duas próteses de quadril na década de 1990. Ele também tinha miastenia no olho direito.  Ewbank morreu aos 91 anos em 17 de novembro de 1998, o 30º aniversário do "Jogo Heidi", após sofrer de problemas cardíacos. Ele e sua esposa Lucy tiveram três filhas.  Sua filha Nancy se casou com Charley Winner.

## Carreira como treinador principal

### AFL / NFL
| Time                       | Ano       | Temporada regular | Temporada regular | Temporada regular | Temporada regular | Temporada regular       | Pós-temporada | Pós-temporada | Pós-temporada | Pós-temporada                                                |
| Time                       | Ano       | Vitórias          | Derrotas          | Empates           | PCT %             | Resultados              | Vitórias      | Derrotas      | PCT %         | Resultados                                                   |
| -------------------------- | --------- | ----------------- | ----------------- | ----------------- | ----------------- | ----------------------- | ------------- | ------------- | ------------- | ------------------------------------------------------------ |
| BAL                        | 1954      | 3                 | 9                 | 0                 | 25%               | 6º lugar na NFL Western | –             | –             | –             | –                                                            |
| BAL                        | 1955      | 5                 | 6                 | 1%                | 45,5%             | 4º lugar na NFL Western | –             | –             | –             | –                                                            |
| BAL                        | 1956      | 5                 | 7                 | 0                 | 41,7%             | 4º lugar na NFL Western | –             | –             | –             | –                                                            |
| BAL                        | 1957      | 7                 | 5                 | 0                 | 58,3%             | 3º lugar na NFL Western | –             | –             | –             | –                                                            |
| BAL                        | 1958      | 9                 | 3                 | 0                 | 75%               | 1º lugar na NFL Western | 1             | 0             | 100%          | Campeão da NFL Championship Game de 1958                     |
| BAL                        | 1959      | 9                 | 3                 | 0                 | 75%               | 1º lugar na NFL Western | 1             | 0             | 100%          | Campeão da NFL Championship Game de 1959                     |
| BAL                        | 1960      | 6                 | 6                 | 0                 | 50%               | 4º lugar na NFL Western | –             | –             | –             | –                                                            |
| BAL                        | 1961      | 8                 | 6                 | 0                 | 57,1              | 3º lugar na NFL Western | –             | –             | –             | –                                                            |
| BAL                        | 1962      | 7                 | 7                 | 0                 | 50%               | 4º lugar na NFL Western | –             | –             | –             | –                                                            |
| BAL Total                  | BAL Total | 59                | 52                | 1                 | 53,2%             |                         | 2             | 0             | 100%          |                                                              |
| NYJ                        | 1963      | 5                 | 8                 | 1                 | 38,5%             | 4º lugar na AFL East    | –             | –             | –             | –                                                            |
| NYJ                        | 1964      | 5                 | 8                 | 1                 | 38,5              | 3º lugar na AFL East    | –             | –             | –             | –                                                            |
| NYJ                        | 1965      | 5                 | 8                 | 1                 | 38,5%             | 2º lugar na AFL East    | –             | –             | –             | –                                                            |
| NYJ                        | 1966      | 6                 | 6                 | 2                 | 50%               | 3º lugar na AFL East    | –             | –             | –             | –                                                            |
| NYJ                        | 1967      | 8                 | 5                 | 1                 | 61,5%             | 2º lugar na AFL East    | –             | –             | –             | –                                                            |
| NYJ                        | 1968      | 11                | 3                 | 0                 | 78,6%             | 1º lugar na AFL East    | 2             | 0             | 1000%         | Campeão do Super Bowl III                                    |
| NYJ                        | 1969      | 10                | 4                 | 0                 | 71,4%             | 1º lugar na AFL East    | 0             | 1             | 00%           | Perdeu para o Kansas City Chiefs no Interdivisional Playoffs |
| NYJ                        | 1970      | 4                 | 10                | 0                 | 28,6%             | 3º lugar na AFC East    | –             | –             | –             | –                                                            |
| NYJ                        | 1971      | 6                 | 8                 | 0                 | 42,9%             | 3º lugar na AFC East    | –             | –             | –             | –                                                            |
| NYJ                        | 1972      | 7                 | 7                 | 0                 | 50%               | 2º lugar na AFC East    | –             | –             | –             | –                                                            |
| NYJ                        | 1973      | 4                 | 10                | 0                 | 28,6%             | 4º lugar na AFC East    | –             | –             | –             | –                                                            |
| NYJ Total                  | NYJ Total | 71                | 77                | 6                 | 48%               |                         | 2             | 1             | 66,7%         |                                                              |
| Total                      | Total     | 130               | 129               | 7                 | 50,2%             |                         | 4             | 1             | 80%           |                                                              |
| Source: Pro Football Fonte |           |                   |                   |                   |                   |                         |               |               |               |                                                              |

## Árvore de Coaching
Assistentes de Weeb Eubank que se tornaram treinadores da NCAA ou NFL:
- Irwin Uteritz : Washington University Bears (1949-1952)
- John Bridgers : Baylor Bears (1959-1968)
- Don Shula : Baltimore Colts (1963-1969), Miami Dolphins (1970-1995)
- Frank Lauterbur : Toledo Rockets (1963-1970), Iowa Hawkeyes (1971-1973)
- Bob Shaw : Saskatchewan Roughriders (1963-1964), Toronto Argonauts (1965-1966), Otterbein College (1985-1987)
- Clive Rush : New England Patriots (1969-1970), Merchant Marine Academy (1976)
- Don McCafferty : Baltimore Colts (1970-1972), Detroit Lions (1973)
- John Sandusky : Baltimore Colts (1972)
- Chuck Knox : Los Angeles Rams (1973-1977), (1992-1994), Buffalo Bills (1978-1982), Seattle Seahawks (1983-1991)
- Vencedor do Charley : New York Jets (1974-1975)
- Joe Thomas Baltimore Colts (1974)
- Walt Michaels : New York Jets (1977-1982), New Jersey Generals (1983-1985)
- Buddy Ryan : Philadelphia Eagles (1986-1990), Arizona Cardinals (1994-1995)